# Hemisus
Hemisus är ett släkte av groddjur som beskrevs av Günther 1859.
Dessa groddjur förekommer i Afrika söder om Sahara.
Hemisus är enda släktet i familjen Hemisotidae.
Arter enligt Catalogue of Life:
- Hemisus barotseensis
- Hemisus brachydactylus
- Hemisus guineensis
- Hemisus guttatus
- Hemisus marmoratus
- Hemisus microscaphus
- Hemisus olivaceus
- Hemisus perreti
- Hemisus wittei